# 여자 친구들
《여자 친구들》(이탈리아어: Le Amiche)은 1955년 개봉한 이탈리아의 흑백, 드라마 영화이다. 미켈란젤로 안토니오니가 감독과 공동각본을 맡았으며, 알바 데 체스페데스의 소설 Tra donne sole 가 영화의 원작이다. 1955 베네치아 영화제 은사자상 수상작이다.

## 출연

### 주연
- 엘리오노라 로시 드라고
- 가브리엘레 페르제티

### 조연
- 프랑코 파브리지
- 발렌티나 코르테스
- 이본느 퍼노
- 에토르 마니